# Exsula conjuncta
Exsula conjuncta är en fjärilsart som beskrevs av Jordan 1912. Exsula conjuncta ingår i släktet Exsula och familjen nattflyn. Inga underarter finns listade i Catalogue of Life.